# Communes de la wilaya de Blida
Pour les autres communes, voir Liste des communes d'Algérie.

## Communes de la wilaya de Blida

Communes de la wilaya de Blida (codes ONS) : 01. Blida • 02. Chebli • 03. Bouinan • 04. Oued Alleug • 07. Ouled Yaïch • 08. Chréa • 10. El Affroun • 11. Chiffa • 12. Hammam Melouane • 13. Benkhelil • 14. Soumaa • 16. Mouzaia • 17. Souhane • 18. Meftah • 19. Ouled Slama • 20. Boufarik • 21. Larbaâ • 22. Oued Djer • 23. Beni Tamou • 24. Bouarfa • 25. Beni Mered • 26. Bougara • 27. Guerouaou • 28. Aïn Romana • 29. Djebabra

Le tableau suivant donne la liste des communes de la wilaya de Blida, en précisant pour chaque commune : son code ONS, son nom et sa population en 2008.
| Code ONS | Commune         | Population nb. habitants |
| -------- | --------------- | ------------------------ |
| 0901     | Blida           | +163 586,                |
| 0902     | Chebli          | +029 660,                |
| 0903     | Bouinan         | +031 070,                |
| 0904     | Oued Alleug     | +040 710,                |
| 0907     | Ouled Yaïch     | +087 131,                |
| 0908     | Chréa           | +000783,                 |
| 0910     | El Affroun      | +042 465,                |
| 0911     | Chiffa          | +034 268,                |
| 0912     | Hammam Melouane | +006 076,                |
| 0913     | Benkhelil       | +029 404,                |
| 0914     | Soumaa          | +037 461,                |
| 0916     | Mouzaia         | +052 555,                |
| 0917     | Souhane         | +000260,                 |
| 0918     | Meftah          | +064 978,                |
| 0919     | Ouled Slama     | +029 291,                |
| 0920     | Boufarik        | +071 446,                |
| 0921     | Larbaa          | +083 819,                |
| 0922     | Oued Djer       | +006 543,                |
| 0923     | Beni Tamou      | +036 228,                |
| 0924     | Bouarfa         | +035 910,                |
| 0925     | Beni Mered      | +034 860,                |
| 0926     | Bougara         | +051 203,                |
| 0927     | Guerouaou       | +017 297,                |
| 0928     | Aïn Romana      | +012 529,                |
| 0929     | Djebabra        | +003 403,                |